# Eva Zábranová
Eva Zábranová (* 1964 Praha) je česká spisovatelka, dcera Marie Zábranové (rozené Leskovjanové) a Jana Zábrany. Po maturitě na gymnáziu vystudovala angličtinu, dánštinu a moderní filologii na Filozofické fakultě Univerzity Karlovy. V současnosti učí angličtinu. Debutovala v roce 2014 knihou vzpomínek na svého otce, v anketě Kniha roku Lidových novin 2014 se umístila na čtvrtém místě. Rok poté vydala sbírku povídek.

## Dílo
- Flashky, 2014
- Cesty, 2015 – povídky